# Inspektor Lavardin
Inspektor Lavardin (Alternativtitel: Claude Chabrol – Inspektor Lavardin / Inspector Lavardin) ist eine französische Krimiserie in loser Folge. Claude Chabrol, ein Vertreter der Nouvelle Vague, schuf den Charakter des Kriminalbeamten Jean Lavardin im Jahre 1985 für seinen Krimi Hühnchen in Essig. Als Fortsetzung drehte er „Inspektor Lavardin oder die Gerechtigkeit“, woraus später eine Fernsehserie um die Person des Kriminalbeamten entstand.
In deutscher Synchronisation wurde am 30. Dezember 1987 „Inspektor Lavardin oder die Gerechtigkeit“ erstmals in der Deutschen Demokratischen Republik vom Deutschen Fernsehfunk (DFF) ausgestrahlt. Dieser ließ am 8. November 1990 Teil 2 folgen. Das Erste sendete 1991 erstmals die Folgen 3 und 4. Die fünfte Episode war schon 1990 vom DFF ausgestrahlt worden.
Die Musik zu den Krimis komponierte Matthieu Chabrol, der Sohn des Regisseurs. 
Ob die Serie 1986 mit „Inspektor Lavardin oder die Gerechtigkeit“ begann oder erst am 15. September 1988 mit „Das Geheimnis der schwarzen Schnecke“, ist nicht eindeutig geklärt. Befürworter einer vierteiligen Serie führen an, dass die Filme von 1985 und 1986 im Kinoformat gedreht wurden.

## Handlung
Protagonist der Serie ist Inspektor Jean Lavardin (Jean Poiret) von Interpol. Der exzentrische Zyniker mit einer ganzen Menge Marotten klärt in der französischen Provinz Mordfälle auf.

## Besetzung und Synchronisation
Die deutschsprachige Synchronisation der fünf Folgen wurde in drei verschiedenen Einrichtungen durchgeführt. Nicht alle Sprecher sind dokumentiert. Bei der Interopa Film entstand „Inspektor Lavardin oder die Gerechtigkeit“ nach Dialogbuch und Dialogregie von Mina Kindl. „Das Geheimnis der schwarzen Schnecke“ und „Das Schloss der Gehenkten“ wurden im DEFA Studio für Synchronisation bearbeitet. Das Studio Hamburg Synchron war mit „Der Teufel in der Stadt“ und „Tödliches Rätsel“ betraut.
| Rollenname              | Schauspieler              | Folge | Synchronsprecher            |
| ----------------------- | ------------------------- | ----- | --------------------------- |
| Inspektor Jean Lavardin | Jean Poiret               | 1–5   | Peter Aust, Günter Grabbert |
| Adam                    | Marc Adam                 | 1     |                             |
| Bouncer                 | Michel Fontayne           | 1     |                             |
| Buci                    | Guy Louret                | 1     | Uwe Büschken                |
| Claude Alvarez          | Jean-Claude Brialy        | 1     | Randolf Kronberg            |
| Francis                 | Florent Gibassier         | 1     | Benjamin Völz               |
| Frogman                 | Michel Dupuy              | 1     |                             |
| Hélène Mons             | Bernadette Lafont         | 1     | Inken Sommer                |
| Marcel Vigouroux        | Pierre-François Dumeniaud | 1     | Detlef Bierstedt            |
| Max Charnet             | Jean-Luc Bideau           | 1     | Christian Brückner          |
| Priest                  | Serge Feuillet            | 1     |                             |
| Raoul Mons              | Jacques Dacqmine          | 1     | Wolfgang Völz               |
| Theaterregisseur        | Philippe Froger           | 1     | Ulrich Gressieker           |
| Véronique Manguin       | Hermine Clair             | 1     | Maud Ackermann              |
| Volga                   | Jean Depussé              | 1     | Michael Christian           |
| Antoine                 | Jean-Marc Roulot          | 2     | Andreas Knaup               |
| Catherine               | Stéphane Audran           | 2     | Astrid Bless                |
| Dominique Boj           | Jean-Claude Bouillaud     | 2     | Manfred Heine               |
| Florence                | Catherine Rouvel          | 2     | Barbara Trommer             |
| Gerichtsmediziner       | Roger Carel               | 2     | Wolfgang Jakob              |
| Legodards Sekretärin    | Agnès Denèfle             | 2     | Ramona Hennecke             |
| Mario                   | Mario David               | 2     | Roland Knappe               |
| Me Legodard             | François Perrot           | 2     | Hans Joachim Hegewald       |
| Picolets Kollege        | Raphaël Almosni           | 2     | Frank Sieckel               |
| Pierre Tassin           | Roger Dumas               | 2     | Gert Gütschow               |
| Priester                | Lucien Barjon             | 2     | Wolfgang Sörgel             |
| Charlotte               | Maria de Medeiros         | 3     |                             |
| Georges                 | Michel Berto              | 3     | Gerd Vespermann             |
| Jean Leroux             | Jean-Pierre Darroussin    | 3     |                             |
| Sophie Pessac           | Nathalie Nell             | 3     |                             |
| Jacques Pincemaille     | Bruno Cremer              | 3     | Wolfgang Völz               |
| Laure Pincemaille       | Bulle Ogier               | 3     |                             |
| Albert Lemarchand       | Jacques Brunet            | 4     |                             |
| Andre                   | Albert Dray               | 4     | Joachim Tennstedt           |
| Angelo                  | Sergio Nicolai            | 4     | Eckart Dux                  |
| Evelyne                 | Caroline Beaune           | 4     |                             |
| Louise Lemarchand       | Rosine Cadoret            | 4     |                             |
| Serge Orzyck            | Riccardo Cucciolla        | 4     | Wolfgang Draeger            |
| Bernadette              | Anne Roussel              | 5     | Dagmar Dempe                |
| Carlota                 | Teresa Madruga            | 5     | Astrid Bless                |
| Hugo                    | José Wallenstein          | 5     | Matthias Hummitzsch         |
| José                    | José Manuel Mendes        | 5     | Fred-Arthur Geppert         |
| Kommissar Castro        | Amílcar Botica            | 5     | Georg Solga                 |
| Manuel                  | Marques D'Arede           | 5     | Walter Jäckel               |
| Uhrmacher               | Ruy Furtado               | 5     |                             |

## Episodenliste
| Nr. | Deutscher Titel                           | Originaltitel       | Erstausstrahlung FRA | Deutschsprachige Erstausstrahlung (D) | Regie                 | Drehbuch                         |
| --- | ----------------------------------------- | ------------------- | -------------------- | ------------------------------------- | --------------------- | -------------------------------- |
| 1 | Hühnchen in Essig                         | Poulet au vinaigre  | 1985                 | ?                                     | Claude Chabrol        | Claude Chabrol, Dominique Roulet |
| „Eine bittere und makabre Kriminalkomödie, die eine Demaskierung der dekadenten Provinz-Bourgeoisie mit einer Romanze und dem Psychogramm eines zwiespältigen Polizisten verbindet. Chabrol drehte eine Fortsetzung unter dem Titel Inspektor Lavardin oder die Gerechtigkeit; später entstand um die Person des Kriminalbeamten eine Fernsehserie.“ – Lexikon des internationalen Films |                                           |                     |                      |                                       |                       |                                  |
| 2 | Inspektor Lavardin oder Die Gerechtigkeit | Inspecteur Lavardin | 2. Okt. 1986         | 30. Dez. 1987                         | Claude Chabrol        | Claude Chabrol, Dominique Roulet |
| Inspektor Lavardin klärt in der Bretagne einen Mord an einem angesehenen Bürger auf und wird dabei mit seiner Vergangenheit konfrontiert. In ironischer Form werden die kriminellen Abgründe hinter der Fassade des Großbürgertums aufgedeckt, wobei die Wahrheitsfindung als ein von Zufällen bestimmtes Ergebnis kommentiert wird, das die Gerechtigkeit manipulieren kann.            |                                           |                     |                      |                                       |                       |                                  |
| 3 | Das Geheimnis der schwarzen Schnecke      | L’ escargot noir    | 15. Sep. 1988        | 8. Nov. 1990                          | Claude Chabrol        | Claude Chabrol, Dominique Roulet |
| Inspektor Lavardin wird in eine kleine Küstenstadt gerufen, um einen mysteriösen Frauenmord aufzuklären. An Verdächtigen ist kein Mangel, und so kann der als Bürgerschreck verschriene Polizist sofort die Ermittlungen aufnehmen. |                                           |                     |                      |                                       |                       |                                  |
| 4 | Der Teufel in der Stadt                   | Diable en ville     | 26. Jan. 1989        | 16. Nov. 1991                         | Christian de Chalonge | Claude Chabrol, Dominique Roulet |
| Lavardin kommt in eine kleine französische Küstenstadt, um den Mord an einem Gewerkschafter zu untersuchen. Vieles deutet darauf hin, dass ein reicher Fabrikbesitzer den Mann auf dem Gewissen hat. |                                           |                     |                      |                                       |                       |                                  |
| 5 | Tödliches Rätsel                          | Maux croisés        | 12. Okt. 1989        | 30. Nov. 1991                         | Claude Chabrol        | Claude Chabrol, Dominique Roulet |
| Lavardin soll in einem italienischen Thermalbad einen zwielichtigen Unternehmer unter die Lupe nehmen. Als dessen Frau, eine erfolgreiche Kriminalschriftstellerin, tot aufgefunden wird, ist das der Auftakt zu einer mysteriösen Mordserie. |                                           |                     |                      |                                       |                       |                                  |
| 6 | Das Schloß der Gehenkten                  | Le château du pendu | 1. Feb. 1990         | 20. Okt. 1990                         | Christian de Chalonge | Claude Chabrol, Dominique Roulet |
| Lavardin sucht in einem seltsamen portugiesischen Spukschloss nach einer verschwundenen Touristin. |                                           |                     |                      |                                       |                       |                                  |